# Biała (gromada w powiecie radzyńskim)
Biała – dawna gromada, czyli najmniejsza jednostka podziału terytorialnego Polskiej Rzeczypospolitej Ludowej w latach 1954–1972.
Gromady, z gromadzkimi radami narodowymi (GRN) jako organami władzy najniższego stopnia na wsi, funkcjonowały od reformy reorganizującej administrację wiejską przeprowadzonej jesienią 1954 do momentu ich zniesienia z dniem 1 stycznia 1973, tym samym wypierając organizację gminną w latach 1954–1972.
Gromadę Biała z siedzibą GRN w Białej utworzono – jako jedną z 8759 gromad na obszarze Polski – w powiecie radzyńskim w woj. lubelskim na mocy uchwały nr 15 WRN w Lublinie z dnia 5 października 1954. W skład jednostki weszły obszary dotychczasowych gromad Biała, Żabików, Olszewnica i Bedlno ze zniesionej gminy Biała w tymże powiecie. Dla gromady ustalono 19 członków gromadzkiej rady narodowej.
1 stycznia 1959 do gromady Biała włączono wieś i kolonię Brzostowiec ze zniesionej gromady Płudy w tymże powiecie.
1 stycznia 1962 do gromady Biała włączono wsie Lichty, Paszki Małe, Paszki Duże i Zabiele oraz kolonię Paszki Małe ze zniesionej gromady Paszki Duże w tymże powiecie.
Gromada przetrwała do końca 1972 roku, czyli do kolejnej reformy gminnej.